# Kālūs-e Markazī
Kālūs-e Markazī (persiska: کالوس مرکزی) är en ort i Iran.   Den ligger i provinsen Kohgiluyeh och Buyer Ahmad, i den centrala delen av landet, 600 km söder om huvudstaden Teheran. Kālūs-e Markazī ligger 1 991 meter över havet och antalet invånare är 204.
Terrängen runt Kālūs-e Markazī är kuperad.Runt Kālūs-e Markazī är det ganska tätbefolkat, med 75 invånare per kvadratkilometer. Närmaste större samhälle är Yasuj, 13,3 km öster om Kālūs-e Markazī. Omgivningarna runt Kālūs-e Markazī är i huvudsak ett öppet busklandskap.